# 納塔爾蜑螺
納塔爾蜑螺（学名： or ），是蜑螺科河蜑螺属的一种。分布在非洲沿海平原肯亞、莫桑比克、索馬利亞、南非、坦桑尼亚等地。納塔爾蜑螺的學名常被誤標成雨絲蜑螺（Neritina turrita），導致兩種品種的混淆。